# John Herschel
John Frederick William Herschel, 1:e baronet, född 7 mars 1792 i Slough, Berkshire, död 11 maj 1871 på godset Collingwood nära Hawkhurst, Kent, var en brittisk astronom, son till William Herschel och far till William James och Alexander Stewart Herschel.

## Biografi
John Herschel verkade redan som student vid Universitetet i Cambridge ivrigt för en reformation av de matematiska studierna i England, där man på grund av ensidig beundran för Newton nästan alldeles försummat att ta kännedom om de framsteg, som matematiken efter hans tid gjort på kontinenten. Nominellt skulle han utbilda sig till jurist, men i själva verket blev det matematiken och astronomin, som han ägnade större delen av sina studier åt. Efter en kort verksamhet som jurist vände han sig helt till de fysikaliska vetenskaperna och, sedan han vid faderns död blivit ägare till dennes storartade instrument, till den rent praktiska astronomin. 
Efter att (sedan 1821) ha fortsatt faderns undersökningar av nebulosor och dubbelstjärnor på norra stjärnhimmelen (själv upptäckte han mer än 500 nebulosor och många dubbelstjärnor) vistades han 1834–1838 på Godahoppsudden i syfte att utsträcka sin fars och sina egna stellarastronomiska forskningar även till södra stjärnhimmelen. Han utförde där en stor mängd ytterst värdefulla observationer. Förutom undersökningarna av dubbelstjärnor och nebulosor företog han bestämningar av fixstjärnornas ljusstyrka, undersökte stjärnornas fördelning på södra hemisfären och gjorde även observationer på olika till solsystemet hörande himlakroppar, särskilt Halleys komet. 
För sina under denna resa utvecklade förtjänster upphöjdes han vid hemkomsten till baronet. Genom en rad betydelsefulla arbeten inom astronomi och fysik, särskilt optik, förvärvade han sig en ryktbarhet, som gjorde honom till en av sin tids största astronomiska auktoriteter. Under flera år var han sekreterare i Royal Society och president i Royal Astronomical Society, till vars stiftare han hörde och vars guldmedalj han tilldelades 1826. Copleymedaljen tilldelades han 1821, Lalandepriset 1825 och 1833. År 1836 invaldes han som utländsk ledamot av Kungliga Vetenskapsakademien. Han ligger begraven i Westminster Abbey, vid sidan av Newton och Darwin.

## Utmärkelser
Nedslagskratern Herschel på planeten Mars är uppkallad efter honom.